# Дженкин, Патрик
Чарльз Патрик Флеминг Дженкин, барон Дженкин Родингский (англ. Charles Patrick Fleeming Jenkin, Baron Jenkin of Roding; 7 сентября 1926, Бери-Сент-Эдмундс, Суффолк, Великобритания — 21 декабря 2016, Эдинбург, Шотландия, Великобритания) — британский государственный деятель, министр здравоохранения и социальных служб (1979—1981), промышленности и торговли (1981—1983) и окружающей среды (1983—1985) Великобритании.

## Биография
Его дед, Чарльз Фрюэн Дженкин, с 1908 г. был профессором и первым завидущим кафедрой инженерных наук в Оксфордском университете на недавно созданном факультете технических наук. Его отец, Чарльз Дженкин, был промышленным химиком нефтяной компании «Шелл».
Он получил образование в оксфордской Драгон скул, затем — в Клифтон-колледже в Бристоле и Джизус-колледж Кембриджского университета. В 1945—1948 гг. проходил военную службу в малайзийском горном массиве Камерон Хайлендс. В 1952 г. был принят в «Миддл-Темпл», работал директором юридической компании, а также — в качестве секретаря подразделения химической и пластмассовой промышленности компании Distillers (1957—1970).
В 1960—1963 гг. был муниципальным советником в городке Хорнси в Мидлсексе. В 1964 г. был избран в Палату общин от округа Вудфорд (ныне в составе лондонского боро Редбридж), который до этого представлял в парламенте Уинстон Черчилль. С 1965 г. являлся представителем оппозиции по экономическим и торговым вопросам.
Неоднократно входил в состав консервативного правительства:
- 1970—1972 гг. — финансовый секретарь Казначейства,
- 1974 г. — руководитель департамента энергетики в правительстве Эдварда Хита. Когда кабинет попытался навязать трёхдневную рабочую неделю, чтобы ограничить использование энергии перед забастовкой шахтёров, то Дженкин призвал общественность экономить электроэнергию, чистя зубы в темноте. Затем выяснилось, что он сам использовал электрическую зубную щётку, и его дом в северном Лондоне был сфотографирован со включённым светом в каждой комнате,
- 1972—1974 гг. — главный секретарь казначейства; в оппозиции был официальным представителем консерваторов по вопросам энергетики, а затем по социальному обеспечению и здравоохранению,
- 1979—1981 гг. — министр здравоохранения и социальных служб, на этом посту инициировал процесс децентрализации Национальной службы здравоохранения Великобритании (NHS), также увязывал увеличение государственной пенсии только с ростом цен,
- 1981—1983 гг. — министр промышленности, в этой должности отвечал за приватизацию British Telecom,
- 1983—1985 гг. — министр окружающей среды Великобритании. На этом посту активно проводил правительственную политику, направленную против местного самоуправления, пытаясь не только ограничить его расходы, но и влияние контролируемых лейбористами городских властей, особенно в Лондоне. Однако ему не хватало решительности. Вследствие неспособности провести реформу местного самоуправления или убедительно представить причины невозможности этого привела к его отставке в 1985 г., когда он был заменён Кеннетом Бейкером.

Считался инициатором налоговой политики, которая в конце концов привела к отставке премьер-министра Маргарет Тэтчер в 1990 г.
В 1987 г. он покинул Палату общин, в том же году королевой Елизаветой II ему был пожалован титул барона Родингского и он стал членом Палаты лордов. Он возобновил деловую карьеру в качестве директора и занимал консультативные должности, наиболее важной из которых было его председательство в организации Friends Provident (1988-98) и работа в государственных органах, таких как его председательство в трастовом центре Forest Healthcare NHS (1991-97).
В январе 2015 г. он вышел в отставку в соответствии с разделом 1 Закона о реформе Палаты лордов 2014 г.
Был известен как убеждённый сторонник легализации однополых браков.
Его сын, Бернард, избирался депутатом Палаты общин от Консервативной партии.